# قیصریه رفسنجان

نمای داخلی قیصریه رفسنجان

قیصریه رفسنجان (قیصریه شاه بهرام) در بخش شرقی بازار رفسنجان قرار دارد و پیشینه این یادگار فرهنگی به دوران آل مظفر می‌رسد. قیصریه رفسنجان در گذشته متعلق به فردی به نام بهرام شاه بوده‌است.